# Savva Mámontov
Savva Ivánovich Mámontov (en ruso: Са́вва Ива́нович Ма́монтов , Yalutorovsk, 3 de octubre jul./15 de octubre de 1841 greg.-Moscú, 6 de abril de 1918) fue un industrial, marchante y mecenas ruso.

## Biografía
Provenía de una familia siberiana de industriales y comerciantes de trenes y petróleo que se mudó a Moscú. 
Estudió en las universidades de Moscú y San Petersburgo y en 1862, su padre lo envió a Bakú.
En 1864 visitó Italia, allí tomó clases de canto y le presentaron a Elizabeth Sapazhnikova, hija de un comerciante ruso. Se casaron en 1865.
Al fallecer su padre en 1869, Savva heredó su compañía de ferrocarriles, que amplió de Yalutorovsk-Moscú a Donetsk.
El 1870, compró cerca de Moscú la finca Abrámtsevo, que frecuentaron muchos artistas y sería centro neurálgico de la cultura rusa.
Destacó también como empresario operístico.